# Берарський султанат
Берарський султанат або Держава Імад-шахів — султанат, що існував у 1490—1572 роках в Деккані (Індія). Керувався правителями з династії Імад-шахів. Султанат заснував бахманідський військовик Фатхулла Імад-уль-Малк. Протягом всього існування боровся з сусідніми султанами Біджапура та Ахмеднагару. У 1572 році було завойовано останнім.

## Історія
З занепадом у 1480-х років Бахманідського султанату, один з військовиків та очільник залоги у фортеці Гавіл Фатхулла, що носив титул імад-уль-Мулька (індус, що перейшов в іслам), разом з іншими впливовими військовиками та феодалами значно посилився. після остаточного розпаду державі Бахмані, він зумів створити власний султанат зі столицею в Еллічпурі. Назва Берарського султанату походить від спотвореної маратхської назви Вархад, чим позначалася частина Деккану.
Із самого початку правителі Берару розпочали активно зовнішню політику вступивши у протистояння з Ахмеднагарський та Біджапурським султанатами. Союзником Берару стала Голконда. Спочатку було приєднано землі на південь від Гавіли. зайнявши значну частину сучасного штату Махараштра.
У 1490-х роках султани приймають титул шаха та укладають союз з султаном Гуджарату, а потім Мальви, спрямованих проти Ахмеднагару та Хандеського султанату. У 1504 році султана Ала-уд-дін спільно з Гуджарату відбив напад Малік Ахмада Нізам-шаха I, султанат Ахмеднагару. Проте у 1527 році Берар зазнав поразки від Ахмеднагару, який захопив західну частину султанату.
В подальшому султани Берару з огляду на слабкість своїх військ намагалися маневрувати між усіма державами Декану. За цих умов султани Берару переходять до оборони володінь, вступаючи в союз з Віджаянагарською імперією, в розрахунку, що та стримує сусідів Берару. Проте під впливом сановника Туфал-хана 1565 року султан Бурхан брав участь у битві при Талікоті, де Віджаянагару було завдано нищівної поразки.
У 1568 році султана Бурхан Імад-шаха було повалено власним військовиком Туфал-хана, що надало привід Ахмеднагарському султанату втрутитися у справи Берару начебто для звільнення колишнього правителя та відновлення правлячої династії. Зрештою у 1572 році Туфал-хана переможено та повалено, а 1574 року Берарський султанат приєднано до Ахмеднагару.

## Султани
- Фатхулла Імад-уль-Малк (1490—1504)
- Ала-уд-дін Імад-шах (1504—1530)
- Дар'я Імад-шах (1530—1562)
- Бурхан Імад-шах (1562—1568)
- Туфал-хан (1568—1572)